# Junta de dilatação

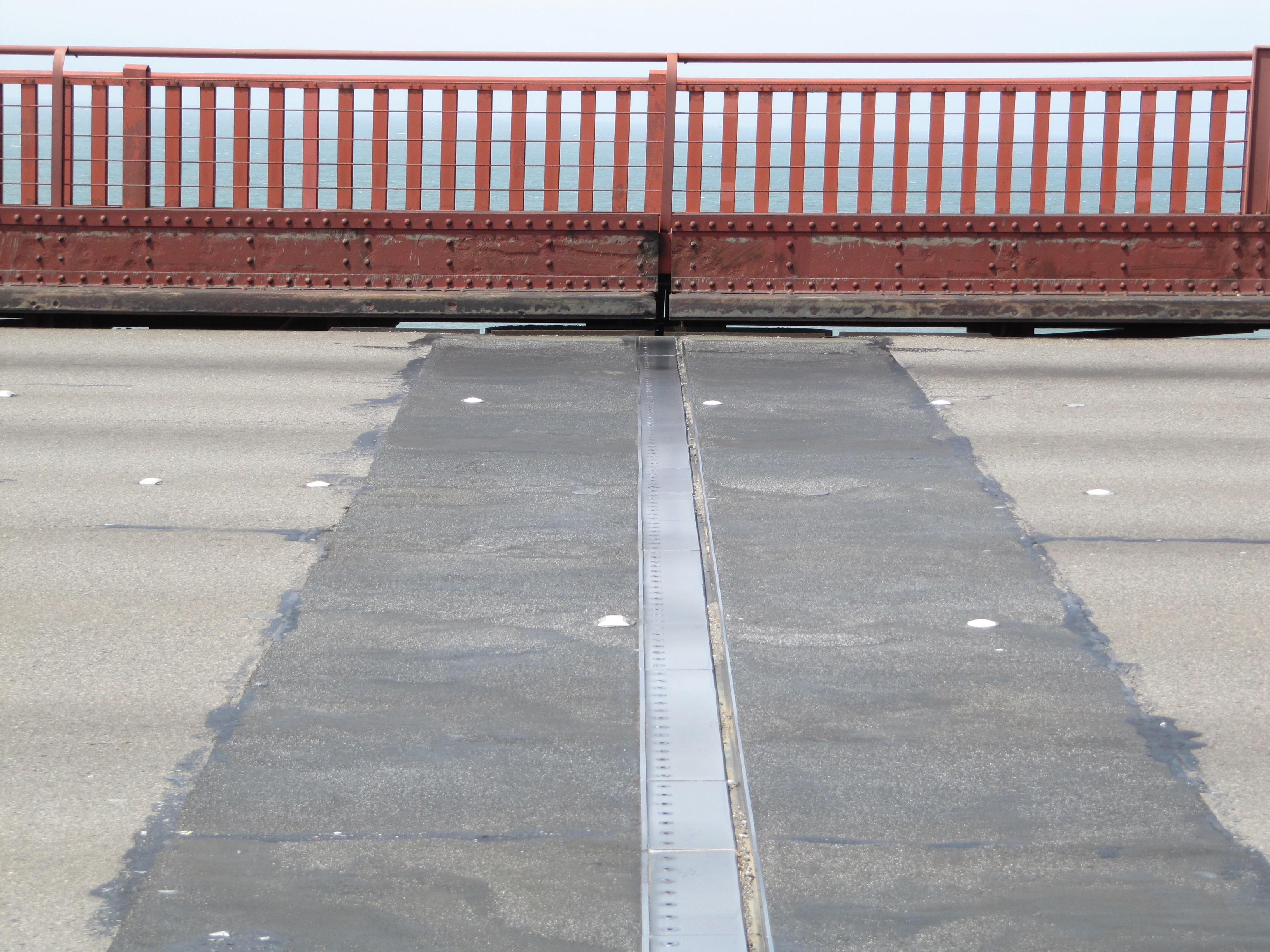
Junta de dilatação na Ponte Golden Gate

Juntas de dilatação, também conhecidas como juntas de movimento são dispositivos criados para absorver a variação volumétrica dos materiais, e também usadas para mitigar os efeitos da vibração e movimentações inerentes à cada tipo de estrutura. São usualmente encontradas em pontes, edifícios e ferrovias, mas também são importantes em dutos e tubulações, principalmente os que operam com fluidos à alta temperatura.
Lajes de concreto, trilhos de trens e oleodutos, por exemplo, expandem e contraem devido às mudanças de temperaturas inerentes às estações do ano. Sem juntas de dilatação, essas estruturas poderiam não suportar o estresse resultante e criar rachaduras, comprometendo sua segurança, estabilidade e durabilidade.

## Aplicações

### Na construção civil
Em edifícios, juntas são necessárias não só pela dilatação térmica, mas também pelo efeito de retração do concreto, cujo volume diminui com a perda de água, e pode durar anos, dependendo do tamanho da peça.

#### Verticais
Juntas verticais controlam o movimento de elementos no sentido vertical, como por exemplo em fachadas, muros e junção de dois edifícios. São necessárias na junção de edificações geminadas que apresentam diferenças de altura, e o solo não é homogêneo, podendo haver diferenças no assentamento de cada uma. 

#### Horizontais
Juntas horizontais permitem o movimento de elementos no sentido horizontal. São necessários em pisos de concreto e lajes de edifícios.

### Em pontes
Em pontes, as juntas de dilatação se diferenciam pela amplitude de movimento que podem fazer e pelo modo que fecham. Elas são necessárias em praticamente todas as obras realizadas em concreto armado ou pré-esforçado, metálicas ou mistas. 

#### Juntas abertas
Juntas abertas não têm preenchimento entre as duas extremidades da estrutura, e por consequência permitem a passagem de detritos pelo vão. São recomendadas em vãos de até 65mm em pontes para veículos motorizados.
Em uma variante desse tipo, o espaço entre as juntas é preenchido com um material flexível, como a cortiça, por exemplo.

#### Juntas enterradas

Junta enterrada.

Sobre a junta, é colocada uma chapa de cobre ou outro metal, dependendo da amplitude da movimentação. A pavimentação, então, é feita normalmente sobre a área.
Suportam movimentações de até 30mm na horizontal e 1,3mm na vertical.
Juntas enterradas têm caído em desuso, e vem sendo substituídas principalmente por juntas de asfalto modificado.

#### Juntas de asfalto modificado

Junta de asfalto modificado.

Juntas de asfalto modificado assemelham-se às juntas enterradas. Entretanto, nas redondezas da junta (entre 300mm e 750mm), é aplicado um tipo diferente de asfalto, enriquecido com elastômeros e agregados siliciosos ou basálticos, na proporção de até 25%.
Esse tipo de junta popularizou-se a partir da década de 1970, e como a durabilidade dos asfaltos modificados costuma ser baixa, recomenda-se que só sejam usadas com objetivos temporários.
Suportam movimentações de até 40mm na horizontal e 4mm na vertical (as movimentações verticais são normalmente 10% das horizontais).

#### Junta de compressão

Junta de compressão

Juntas de compressão consistem em uma tira contínua e alveolar de borracha fixada nas extremidades da junta. O perfil trabalha sempre comprimido, e recupera totalmente sua forma original. Este tipo de junta tem aplicações em diversas estruturas, como túneis, edifícios, pontes, entre outros.
Tais juntas devem ser substituídas se houver descolamento das laterais ou perda de flexibilidade, e suportam movimentações de até 50 mm na horizontal e 3 mm na vertical.

Junta deslisante

#### Junta de placas metálicas deslisantes
Consistem em duas placas metálicas deslisando uma sobre a outra, ou no mesmo nível, caso forem dentadas. Quando forem sobrepostas, cada uma das placas está presa em uma extremidade da junta, sendo que a superior é posta no mesmo nível do pavimento e deslisa sobre a inferior.
Normalmente comportam movimentações de até 100mm.

Junta dentada

#### Junta dentada
Juntas dentadas são compostas por duas placas metálicas, fixas nas extremidades da junta, funcionando em encaixe. Nas extremidades das placas, encontram-se saliências e reentrâncias intercaladas, para que as duas chapas possam encaixar entre si com a movimentação da junta. Tais saliências podem ser retangulares ou triangulares, sendo que o último caso é indicado para estruturas que realizam movimentos transversais.
Normalmente, utilizasse uma 
Esse tipo de junta é indicado para estruturas de grande porte e tráfego elevado, devido à sua longa vida útil e ao fato de que pode suportar movimentações de até 500mm na horizontal.

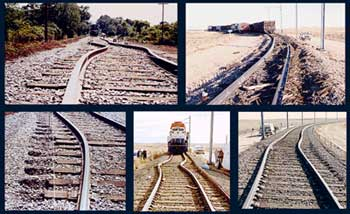
Problemas causados pela dilatação de trilhos

### Em ferrovias
Linhas ferroviárias estão sujeitas a grandes variações térmicas, e, consequentemente dilatam e expandem. Juntas de dilatação normalmente causavam incomodo quando se trafegava sobre elas, causando trepidações e limitando a velocidade dos trêns sobre elas. 
Juntas como essa estão caindo em desuso devido às suas limitações e ao advento de novas tecnologias, como a de Trilhos Tensionados, onde os trilhos são soldados continuamente e fortemente ancorados, de forma a não realizarem movimentos, devendo a ancoragem resistir as tensões resultantes do coeficiente de expansão térmica.

#### Juntas em pontes ferroviárias

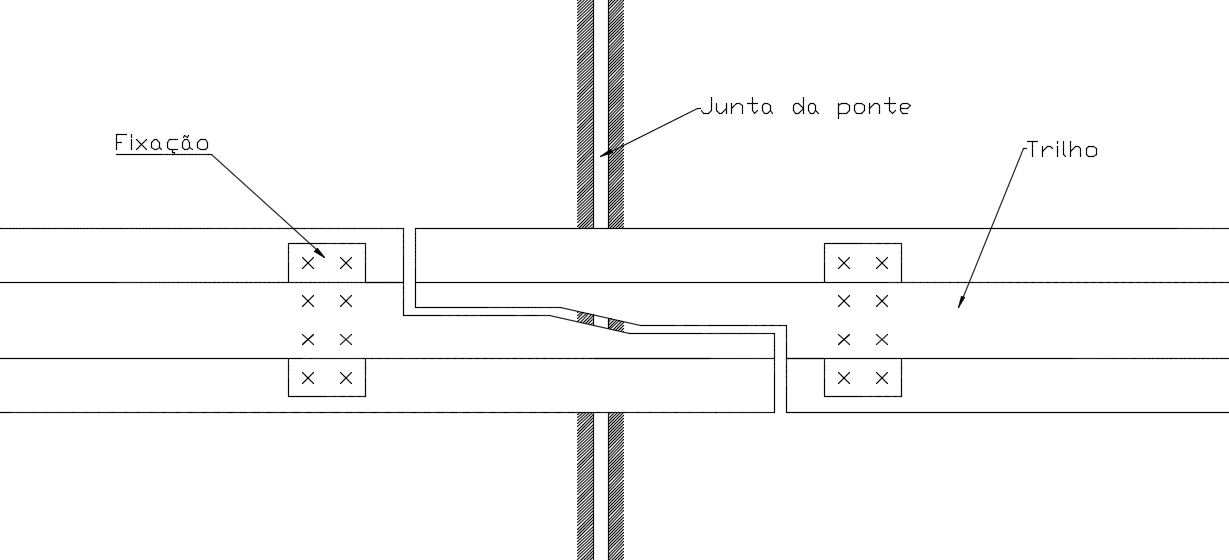
Esquema de uma junta sobre ponte

Em uma ponte ferroviária, as juntas a serem utilizadas são diferentes das outras descritas, uma vez que, além da dilatação da ponte, há também a dilatação dos trilhos sobre ela. Embora haja formas de se evitar o uso de juntas nos trilhos, muitas vezes isso não é viável sobre pontes, uma vez que o movimento da mesma pode ser grande.
Essas juntas são constituídas por dispositivos metálicos, fixos nos dois lados da junta da ponte, onde se acomodarão as descontinuidades dos trilhos, e suportam movimentos de até 400mm.

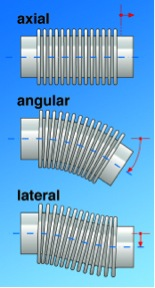

### Em tubulações
Em tubulações, as juntas, também chamadas de compensadores, diferenciam-se basicamente pelos movimentos que podem fazer (axial, lateral ou angular) ou pelo material em que são construídas, podendo ser metálicas ou poliméricas..
Se um tubo fixado nas extremidades sofre uma variação térmica e dilata, ele transmitirá ás suas fixações uma força de empuxo igual à necessária para comprimir o tubo ao seu volume original. Essas forças, em uma tubulação sem compensadores, facilmente causariam o colapso de todo o sistema.

#### Juntas metálicas
Compostas normalmente por estruturas de metal sanfonadas, são indicadas para sistemas que operam entre 200ºC e 600ºC.

#### Juntas poliméricas
Construídas com materiais elastômeros, possuem maior desempenho em baixas temperaturas e maior flexibilidade que as metálicas, e podem atingir temperaturas de operação maiores que 200ºC, dependendo do material constituinte.

## Galeria

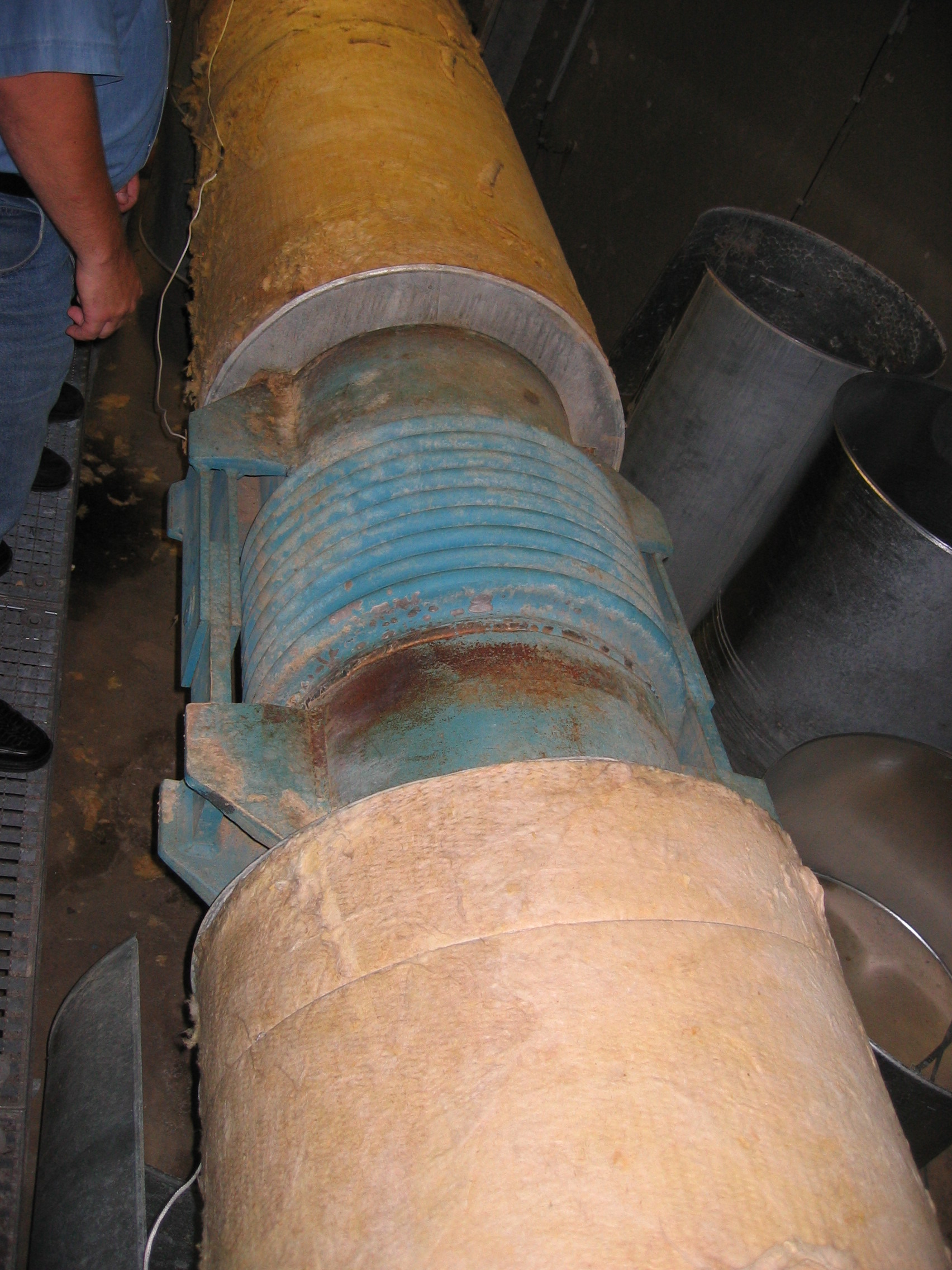
Junta metálica em um sistema de aquecimento urbano na Alemanha.
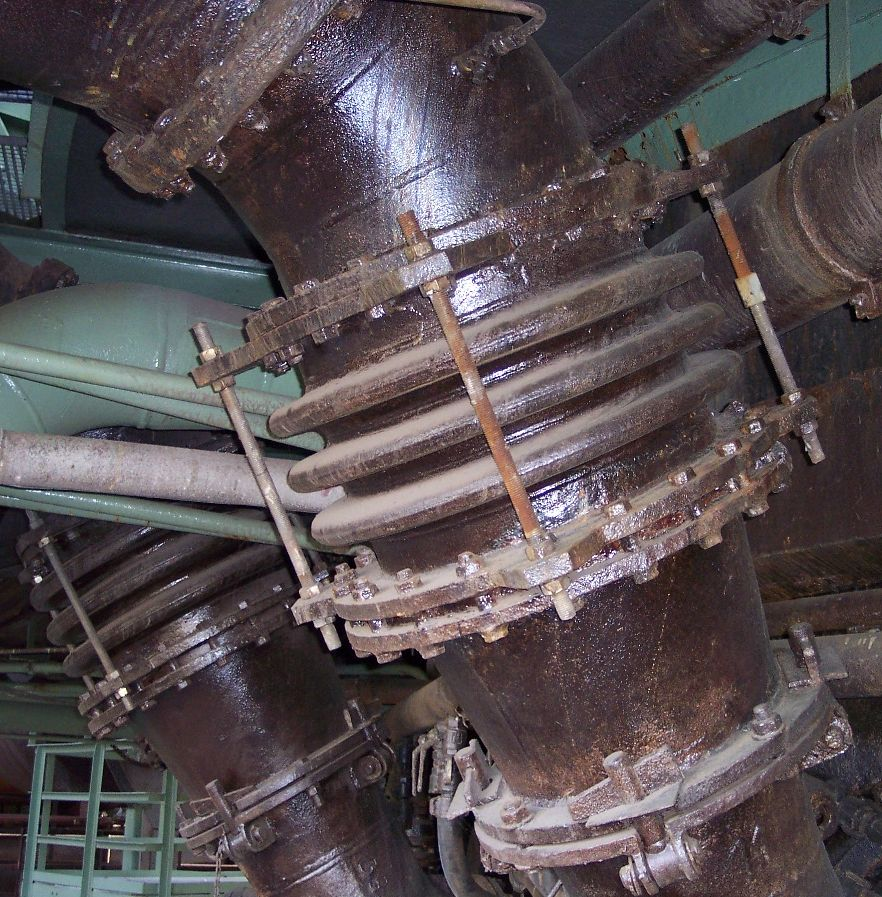
Junta metálica em uma tubulação
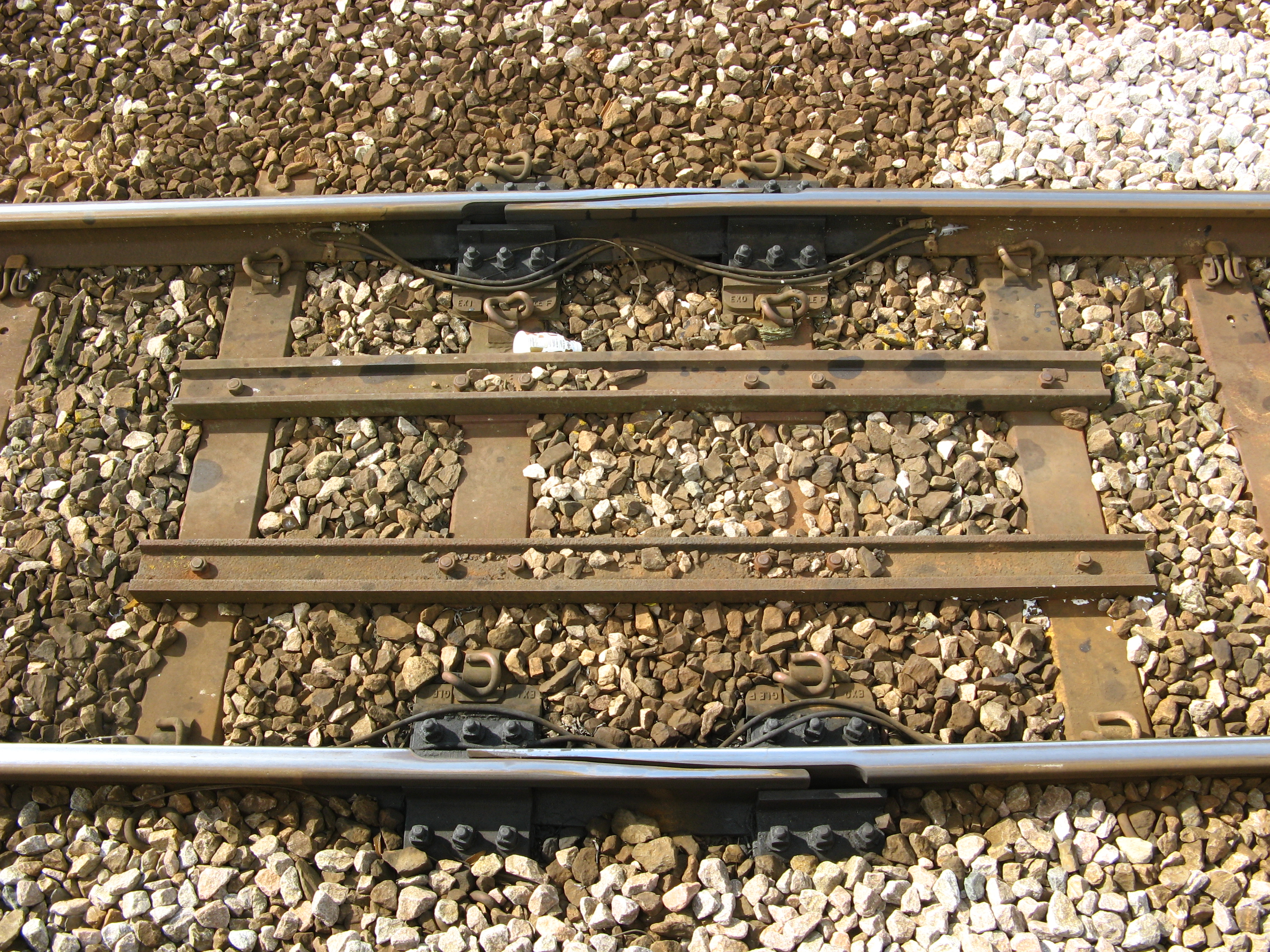
Junta de dilatação em uma ferrovia da Inglaterra
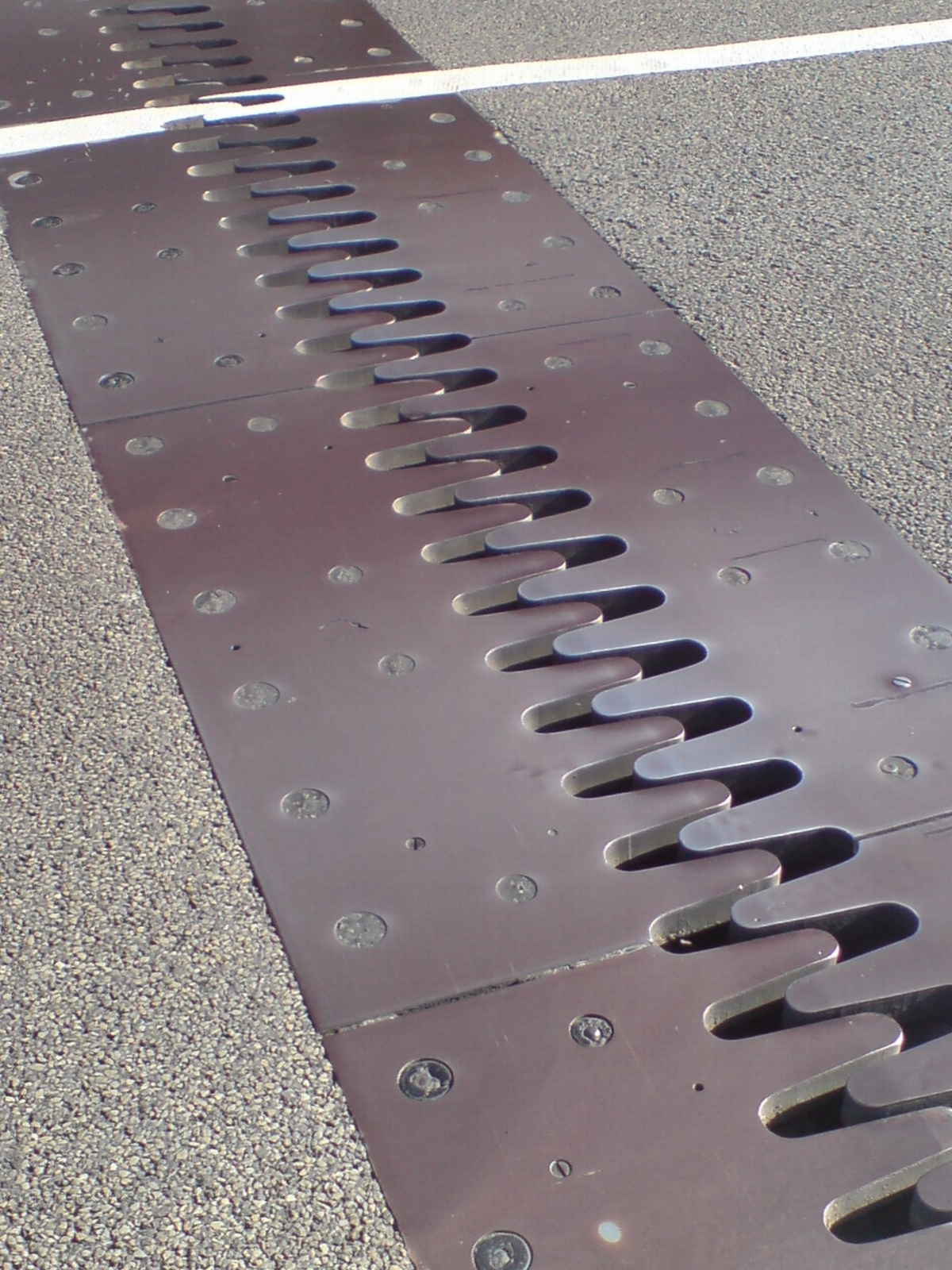
Junta de dilatação dentada em uma ponte da Nova Zelândia